# Гургаон
Гургаон је град у Индији у држави Харајана. Према незваничним резултатима пописа 2011. у граду је живело 876.824 становника.

## Становништво
Према незваничним резултатима пописа, у граду је 2011. живело 876.824 становника.
| 1991.   | 2001.   | 2011.   |
| ------- | ------- | ------- |
| 121.486 | 172.955 | 876.824 |